# Miasto bezprawia
Miasto bezprawia (ang. My Darling Clementine) – amerykański western z 1946 roku na podstawie książki Wyatt Earp, Frontier Marshal Stuarta Lake’a.

## Fabuła
Bracia Earpowie przepędzali swoje stado bydła w okolicy osady Tombstone. Udali się tam pozostawiając na straży Jamesa. Po powrocie okazało się, że został on zamordowany, a stado ukradzione. Wyatt Earp wkrótce zostaje szeryfem Tombstone i musi rozprawić się, a zarazem zemścić, na  klanie Clantonów – bandytów, którzy zastraszają okolicę. Pomaga mu w tym wierny towarzysz, nadużywający alkoholu „Doc” Holliday.
Nie była to pierwsza próba ekranizacji tej powieści, ale jest inna w podejściu do tematu. Faktem jest, że Stuart Lake znał Wyatta Earpa i opowieść o nim jest w większości oparta na jego relacji, ale John Ford również znał Earpa osobiście i dowiedział się od niego paru rzeczy, które inaczej ujmowała książka. Ford z jednej strony uczynił z tego filmu hołd dla Wyatta Earpa, z drugiej dla kształtującego się społeczeństwa Dziki Zachód.

## Główne role
- Henry Fonda – Wyatt Earp
- Linda Darnell – Chihuahua
- Victor Mature – doktor John „Doc” Holliday
- Cathy Downs – Clementine Carter
- Walter Brennan – stary Clanton
- Tim Holt – Virgil Earp
- Ward Bond – Morgan Earp
- Alan Mowbray – Granville Thorndyke
- John Ireland – Billy Clanton
- Roy Roberts – burmistrz